# Polar Record

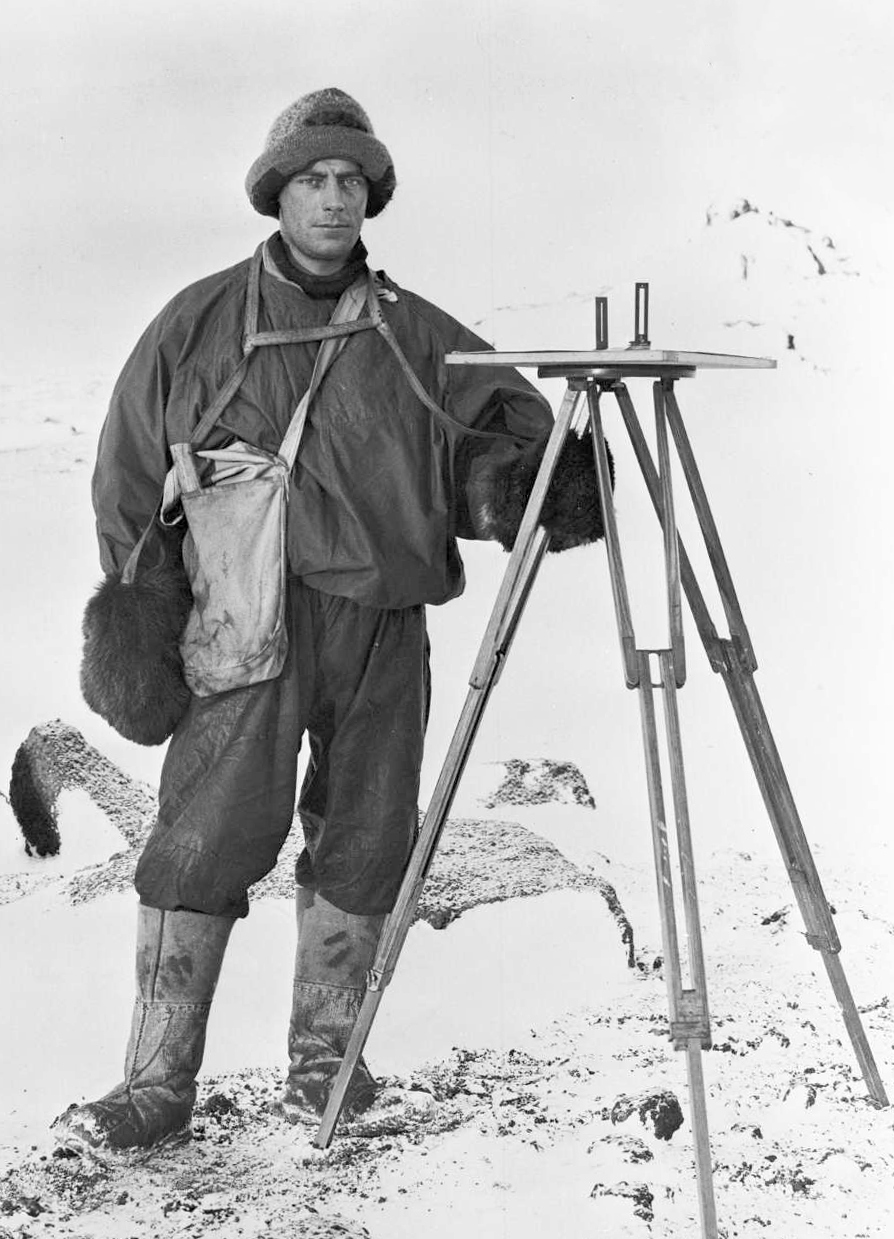
Frank Debenham, jeden z inicjatorów założenia czasopisma

Polar Record – międzynarodowe czasopismo naukowe, w którym publikowane są artykuły dotyczące obszarów podbiegunowych. Kolejne numery publikowane są przez wydawnictwo Cambridge University Press sześć razy do roku. Treści zawarte w czasopiśmie są opracowywane przez badaczy z działającego przy University of Cambridge Instytutu Badań Polarnych im. Scotta. Redaktorami naczelnymi czasopisma są dr Nikolas Sellheim oraz dr Trevor McIntyre. Wskaźnik cytowań dla czasopisma wyniósł w 2015 roku 0,904.

## Historia
Czasopismo zostało założone z inicjatywy Instytutu Badań Polarnych im. Scotta, działającego od 1926 roku. Jednym z głównych inicjatorów powstania czasopisma był pierwszy dyrektor instytutu, Frank Debenham. Decyzja o rozpoczęciu wydawania zapadła na posiedzeniu zarządu placówki, które odbyło się 10 grudnia 1930 roku. Pierwszy numer ukazał się w styczniu 1931 roku. Znalazły się w nim artykuły prezentujące osiągnięcia kilkunastu ekspedycji polarnych zorganizowanych w latach 1929-1931, a także opis funkcjonowania instytutu.
W latach 1931–1950 kolejne tomy czasopisma ukazywały się co cztery lata, przy czym na każdy tom składało się osiem numerów ukazujących się co pół roku - w styczniu i lipcu. Od roku 1954 kolejne tomy ukazywały się co dwa lata, zaś od 1955 roku na każdy tom składało się sześć numerów publikowanych co cztery miesiące - w styczniu, maju i wrześniu. Od 1988 roku kolejne tomy ukazują się co roku. W latach 1988–2014 na każdy tom składały się cztery numery wydawane w odstępach trzymiesięcznych, zaś od 2015 roku tomy liczą sześć numerów publikowanych co dwa miesiące.

## Zakres tematyczny
Początkowo na kartach czasopisma ukazywały się przede wszystkim relacje z ekspedycji badawczych skierowanych na obszary podbiegunowe. Do tworzenia tego typu artykułów angażowano uczestników wypraw. Dla czasopisma pisał m.in. Helmer Hanssen, uczestnik wyprawy Roalda Amundsena, która w 1911 roku zdobyła biegun południowy. Z czasem zakres tematyczny artykułów ukazujących się w Polar Record zaczął się stopniowo poszerzać.
Obecnie w czasopiśmie prezentowane są artykuły opisujące aktualnie prowadzone badania w Arktyce i Antarktyce, metody i technologie stosowane przez współczesnych badaczy, historię eksploracji obszarów podbiegunowych, środowisko przyrodnicze i fizyczne obszarów podbiegunowych, działania zmierzające do ochrony środowiska w tych regionach, a także różnego rodzaju zagadnienia społeczne, polityczne i ekonomiczne związane z obszarami podbiegunowymi. W kolejnych tomach ukazują się także recenzje innych publikacji traktujących o podejmowanych w czasopiśmie tematach.

## Redakcja
Redaktorami naczelnymi czasopisma są dr Nikolas Sellheim pracujący w Instytucie Badań Polarnych im. Scotta oraz dr Trevor McIntyre z południowoafrykańskiego Instytutu Biologii Ssaków. W skład redakcji wchodzą ponadto naukowcy reprezentujący 13 państw, w tym Stany Zjednoczone, Rosję, Wielką Brytanię, Australię oraz Norwegię.